# ديمومية
الفصيلة الديمومية أو الدعاعية أو البركانية أو الغاسولية (باللاتينية: Aizoaceae) فصيلة نباتية من ثنائيات الفلقة.

## من أجناسها
- الديموم أو الدعاع (باللاتينية: Aizoon) وهو الجنس النموذجي للفصيلة
- الزالية (باللاتينية: Zaleya)
- السبيب (باللاتينية: Mesembryanthemum)
- السمح (باللاتينية: Opophytum)
- المليح (باللاتينية: Aizoanthemum)